# Sulfeto de di(alfa-fenetila)
Sulfeto de di(alfa-fenetila) ou sulfeto de di(1-feniletila) é o composto orgânico de fórmula C16H18S e massa molecular 242,38. É classificado com o número CAS 838-59-5, MOL File 838-59-5.mol e CB9269996.